# Ledianaïa
Le Ledianaïa est une montagne de Russie culminant à 2 453 mètres d'altitude dans le kraï du Kamtchatka et constituant le point culminant des monts des Koriaks. C'est un sommet ultra-proéminent.